# Кафе Франсуа

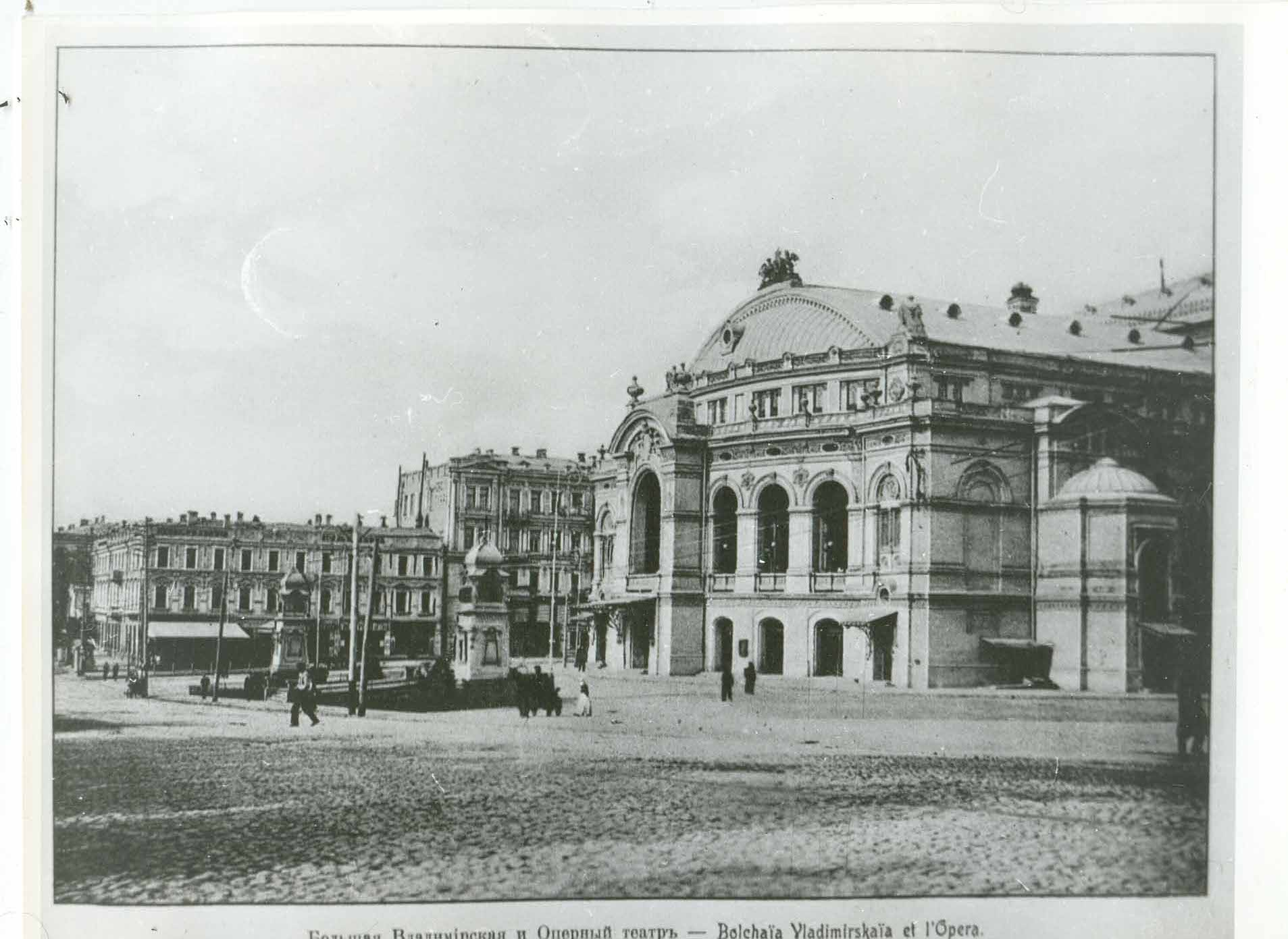
Кав'ярня «Франсуа» позаду Київської опери (до побудови однойменного готелю)

«Франсуа» — одна з найвідоміших мереж київських кав'ярень XIX—XX сторіч.

## Історія
Мережа була заснована поляком (за іншими даними — чехом) Францишеком Голомбеком. Першими закладом мережі була кав'ярня — цукерня, розташована за розі вулиць Володимирської та Фундуклеївської, навпроти Оперного театру. Кав'ярня була відома тим що в ній подавали гарячі пончики, фаворки (вергуни), марон гляссе (товчені в сиропі глазуровані каштани), великі фрукти в цукрі (дині, ананаси тощо), морозиво і гарну каву за значно доступнішою ціною, аніж в конкурентів.

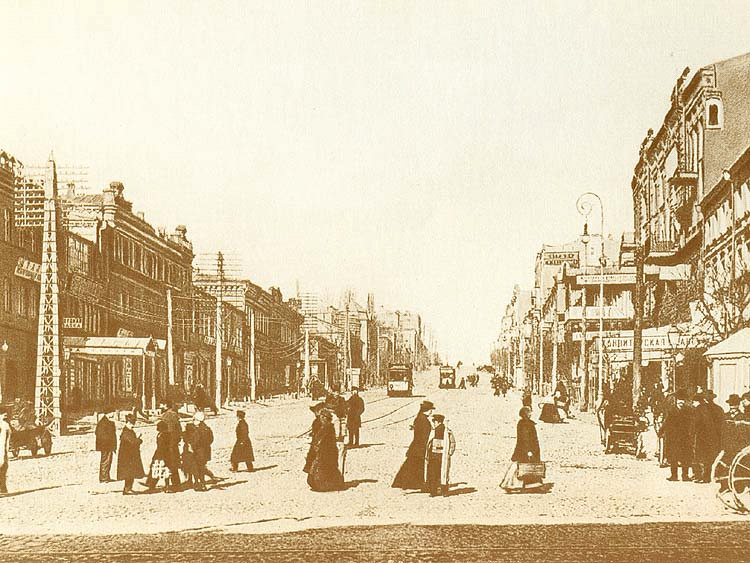
Загальний вигляд Фундуклеївської вулиці. З правого боку — кав'ярня «Франсуа»

З часом до них додалися кондитерська фабрика на Жилянській (що почала працювати в 1874 році), а також кав'ярні на розі Фундуклеївської і Хрещатика та на Думській площі.
В 1900 будівля, в якій була розташована перша кав'ярня «Франсуа», була перебудована Голомбеком на готель. Але кав'ярня збереглася і продовжувала функціонувати.
Серед відомих відвідувачів кав'ярень був письменники Михайло Булгаков, Корній Чуковський і Теффі.
В 2012 році в Кривому Розі була заснована мережа кав'ярень-пекарень «Франс.уа». До 2016 року до неї увійшли 130 закладів по всій Україні, зокрема й кілька київських. Проте з мережею XIX—XX сторіч вона немає нічого спільного, окрім співзвучної назви.

## В літературі
Кав'ярня згадується у творі В. Домонтовича "Доктор Серафікус":
|  | Студентська маса в своєму складі була аморфна, дезорієнтована, малокультурна. Курсистки читали графа Аморі, Вербіцьку й Брешко-Брешковського, у кращому разі — Винниченка, Андрєєва й Купріна. Інтелектуальний рівень був дуже низький. Кіно, театр мініятюр, для студентів — карти, пулька в преферанс, пиво; для курсисток — флірт, недотепні дотепи, пісні, пікніки, кава й тістечка у Франсуа або Семадені. |